# 스푸핑
스푸핑(spoofing)의 사전적 의미는 '속이다'이다. 네트워크에서 스푸핑 대상은 MAC 주소, IP주소, 포트 등 네트워크 통신과 관련된 모든 것이 될 수 있고, 스푸핑은 속임을 이용한 공격을 총칭한다.

## 종류

### ARP 스푸핑
ARP 스푸핑은 MAC 주소를 속여 랜에서의 통신 흐름을 왜곡시키는 공격이다. 공격 대상 컴퓨터와 서버 사이의 트래픽을 공격자의 컴퓨터로 우회시켜 패스워드 정보등 원하는 정보를 획득할 수 있다.

### IP 스푸핑
IP 스푸핑은 IP 자체의 보안 취약성을 악용한 것으로 자신의 IP주소를 속여서 접속하는 공격이다. IP 스푸핑을 통해 서비스 거부 공격(DoS)도 수행 가능하며 공격 대상 컴퓨터와 서버 사이의 연결된 세션을 끊을 수도 있다. 이 문제를 해결하기 위해, 우리는 종단 인증(end point authentication), 즉 메시지가 실제로 와야 할 곳으로부터 온 것인지를 확신할 수 있는 방법이 필요하다.
Spoofing(스푸핑)
다른사람의 컴퓨터 시스템에 접근할 목적으로 IP주소를 변조한 후 합법적인 사용자인 것처럼 위장하여 시스템에 접근함으로써 나중에 IP주소에 대한 추적을 피하는 해킹 기법의 일종이다.

### DNS 스푸핑
DNS 프로토콜은 인터넷 연결시 도메인 주소를 실제 IP 주소로 대응시켜 주는 프로토콜이다. 정상적인 접속에서는 사용자가 접속하고자 하는 사이트에 대한 IP주소를 DNS서버에서 받아와야 한다. 그러나 공격자가 DNS서버를 장악하거나 사용자와 DNS사이의 트래픽을 스니핑하여 공격자가 설정한 임의의 IP주소를 사용자에게 보내 원하는 사이트로 이동시키는 것과 같은 공격이 DNS스푸핑이다.

## 같이 보기
- 도메인 네임 스푸핑
  - DNS 스푸핑
  - 이메일 스푸핑
  - IP 주소 스푸핑
  - 웹사이트 스푸핑
- 피싱